# 冲脉镇
冲脉镇，是中华人民共和国广西壮族自治区柳州市柳城县下辖的一个乡镇级行政单位。

## 行政区划
冲脉镇下辖以下地区：
冲脉社区、米村、指挥村、冲恩村、冲脉村和大要村。